# Магијско мишљење
Магијско мишљење је примитивни, архаични вид прелогичког мишљења, карактеристичан за децу, тзв. примитивне народе и душевно болесне одрасле људе. Магијско мишљење се састоји у уверењу да се снажне жеље, артикулисане као говорне формуле или само у виду помисли, морају неизоставно остварити. Ово мишљење садржано је у многим веровањима, као и ритуалној пракси коју називамо магијом.